# Либеральная либертарианская партия
Либеральная либертарианская партия (исп. Partido Liberal Libertario) является политической партией Аргентины, основанной в 2009 году. Она определяет себя как классическую либеральную и либертарианскую партию. Ее политическая платформа отстаивает ограниченное государство, свободный рынок и личные свободы, включая свободу вероисповедания, свободу слова, свободу массовой информации, право на неприкосновенность частной жизни и сильные гражданские свободы. Она отстаивает ценности Конституции 1853 года.
Её цели — ограничить вмешательство правительства в сферу личной свободы, сократить государственные расходы, снизить налоги для аргентинцев, сбалансировать бюджет, сократить регуляции и содействовать свободной торговле. Их девиз — «Индивидуальные права, свободный рынок и ненападение».
Партия подчеркивает роль свободных рынков и индивидуальных достижений как основных факторов экономического процветания. С этой целью они отдают предпочтение экономике laissez-faire, фискальному консерватизму и поощрению личной ответственности, а не программам социального обеспечения. Ведущей экономической теорией, которая пропагандируется, является экономика, ориентированная на предложение. Партия морально выступает против увеличения государственного долга и повышения налогов, и в качестве альтернативы предлагает сократить государственные расходы.

## История
Партия появилась после того, как группа людей начала обсуждение в группе Facebook под названием «Я хочу либеральную партию в Аргентине» (исп. Quiero que exista un partido liberal en la Argentina). Обратите внимание, что слово «либеральный» относится к классическому либерализму в отличие от современного. Из-за отсутствия представительства в правительстве страны группа решила создать свою партию.
Судья Мария Ромильда Сервини де Кубрия занимается юридическим признанием недавно созданной партии. Партия провела кампанию по привлечению 4000 членов для участия в выборах 2013 года.

## Протесты

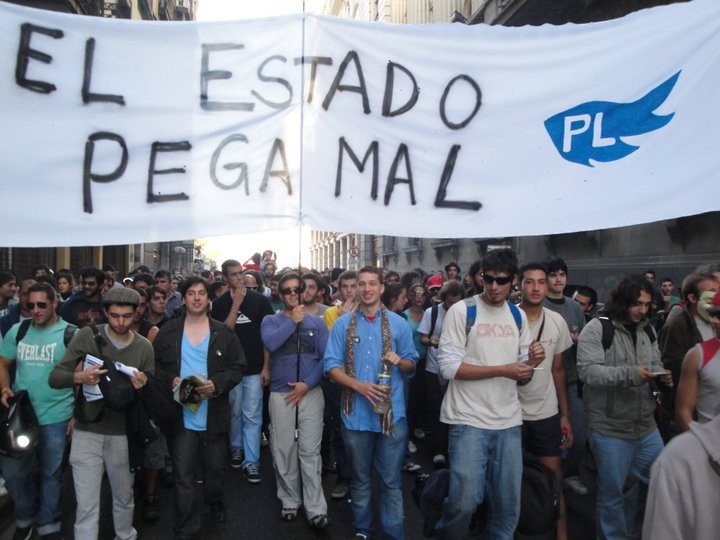
Члены ЛП на Конопляном марше в Буэнос-Айресе

Либеральная либертарианская партия критикует политику, проводимую в Аргентине с момента ее основания (например, пародия на рекламу о налогах), но партия привлекла внимание СМИ в марте 2011 года, когда они попросили губернатора Буэнос-Айреса Маурисио Макри отменить постановление о мотелях, которое не допускает входа более двух человек в каждый номер, утверждая, что это является нарушением прав частной собственности. Партия заявила, что решение о порядке въезда в мотель должен принимать сам владелец, а не государство.
Сторона предложила закрыть CONEAU (Национальную комиссию по университетской оценке и аккредитации), утверждая, что это не только злоупотребление деньгами налогоплательщиков, но и посягательство на академическую независимость. Они также выступили с протестом против государственного общественного основания телепрограммы «6,7,8», утверждая, что налогоплательщики не должны финансировать официальную пропаганду.
В апреле 2011 года усилились разногласия, когда директор Национальной библиотеки Горацио Гонсалес попросил не выдывать Нобелевскую премию по литературе Марио Варгасу Льосу в качестве первого докладчика на Международной книжной ярмарке в Буэнос-Айресе после того, как Варгас Льоса раскритиковал аргентинское правительство. В день инаугурации приехали члены партии и провели демонстрацию в поддержку Варгаса Льосы, который произнес инаугурационную речь без инцидентов.
В мае 2011 года члены партии приняли участие в Конопляном марше в Буэнос-Айресе под лозунгом «Государство — это плохая поездка» (исп. El Estado pega mal). Либеральная либертарианская партия поддерживает легализацию марихуаны, утверждая, что государство должно уважать индивидуальные действия до тех пор, пока они не наносят ущерба свободе другого человека. Партия утверждает, что запрет нарушает статью 19 Конституции. Они также потребовали снять обвинения с Матиаса Фарая, который был задержан за культивацию каннабиса.
1 июля партия отправилась в главное здание аргентинского налогового агентства AFIP (англ. Federal Administration of Public Income), чтобы мирно протестовать против высокой налоговой ставки. Они сделали символическое закрытие налогового агентства как празднование Дня Свободы От Налогов. Также партия выступила с критикой Федерального закона о защите конкуренции, использования денег налогоплательщиков на финансирование обанкротившейся авиакомпании Aerolíneas Argentinas и использования денег пенсионеров на Soccer for Everybody (исп. Fútbol para todos).
В январе 2012 года партия подвергла критике смарт-карту правительства SUBE (исп. Sistema Único de Boleto Electrónico, англ. Unique Electronic Ticket System), карточка, используемая для проезда на автобусе, поезде и в метро. Гражданин, не использующий государственную карту SUBE, обязан заплатить за билет более высокую цену. Так как для получения этих карт от людей требуется предоставить правительству личные данные, а также поскольку в карточке фиксируются дата, время и место каждой поездки, Либеральная либертарианская партия заявила, что эта карточка представляет собой посягательство правительства на частную жизнь граждан. Они предложили обменяться картами между пользователями в качестве формы мирного протеста. Месяцами позже возникла полемика, когда независимая газета обнаружила нарушения в процессе конкурса тендеров SUBE, так как она стоила на 10 миллионов долларов (ARS) больше, чем второй по дороговизне тендер. После того, как пресса нашла поддельных сотрудников с поддельными резюме и поддельным адресом офиса, правительство решило расторгнуть контракт с компанией, которая контролировала карту.
С мая 2012 года налоговое агентство Аргентины (AFIP) вынудило банки запрашивать разрешение на продажу долларов США гражданам. Покупатель должен уведомить AFIP о своих доходах, и они решают, сколько долларов он может купить. Кроме того, валютный рынок ограничен лицами, утвержденными Центральным банком. Эти ограничения на покупку долларов привели к повышению активности черного рынка. Партия считает, что народ имеет конституционное право пользоваться и распоряжаться своей частной собственностью так, как он хочет, поэтому они протестовали против ограничений, покупая/продавая доллары небольшими единицами без соответствующего разрешения правительства в Центральном деловом районе Буэнос-Айреса. Агенты службы безопасности AFIP присутствовали в начале протеста, но ушли, когда прибыли СМИ. Первоначальный протест привлек внимание национальной прессы и нескольких информационных агентств из других стран.